# Спиральная галактика с упорядоченной структурой

Галактика Водоворот — пример галактики с упорядоченной структурой

Спиральная галактика с упорядоченной структурой (англ. Grand-design spiral galaxy) — спиральная галактика, которая имеет два чётко выраженных галактических рукава. Противоположностью таких галактик являются флоккулентные галактики, в которых различимы лишь отдельные отрезки спиральных рукавов. Считается, что к галактикам с упорядоченной структурой принадлежит 10% всех спиральных галактик, к флоккулентным — 30%, а ещё 60% занимают промежуточное положение между этими двумя типами.
Формирование упорядоченной структуры в галактиках хорошо объясняется теорией волн плотности, которая предполагает, что в галактическом диске вещество движется с разной скоростью и может образовывать области повышенной плотности, в которых запускается активное звездообразование. Многие галактики с упорядоченной структурой имеют галактики-компаньоны, которые, в рамках этой теории, и должны были вызвать первичную волну плотности.